# Boteti
Boteti è uno dei cinque sottodistretti del distretto Centrale nel Botswana.

## Villaggi
- Kedia
- Khwee
- Kumaga
- Letlhakane
- Makalamabedi
- Mmadikola
- Mmatshumo
- Mokoboxane
- Mopipi
- Moreomaoto
- Mosu
- Motopi
- Toromoja
- Tsienyane/Rakops
- Xere
- Xhumo

## Località
- Abajenakiru
- Abatsapaa
- Anamokwe
- Auwemaje
- azikameno
- Baasone
- Bakani's Farm
- Batinga
- Baye
- Beetsha 2
- Beetshaa 1
- Beetsoroga Gate
- Beexhana
- Bekae
- Bietsao
- Bodumatau
- Bohi Farm
- Boitapoloso
- Bokgobokanelo
- Bonnies Farm
- Bonno/Kwii 1
- Bonno/Kwii 2
- Bonwakgomo
- Bonwakgomo
- Borakanelo
- Borobonga
- Bosobeya
- Boswelatlou
- Botepetepe
- Boteti Mining Gate
- Bothelo
- Botshabelo
- Botshelo
- Byoku
- Chaega
- Chaegabeo
- Chai Gate
- Chaiuwee
- Chalwe
- Changa
- Chebongamalota
- Chikwe
- Choichwai
- Condomkerego/ Gaegaege
- Damotshaa
- Daukudi
- Debe
- Debe
- Delta Sand Camp
- Dhanakhwe
- Dikwalo
- Dioloditshweu
- Ditawana
- Ditawane
- DK2 Mine
- Doatshaa East II
- Dopo
- Dorokae
- Dorowa
- Durban
- Dwaga
- Dzaiyo
- Ekhudiga
- Eokae
- Eokae Camp
- Eokae Camp
- Eorimkao
- Epaleruswa
- Firestone
- Gabamodumo
- Gabemkho / Maphane Mantle
- Gaegae
- Gaegoree
- Gaekhore
- Gaema
- Gaexano/Masebula
- Gaezazoa
- Gamjena / Mogotlhomoleele
- Gamjewa
- Gamoga
- Gamotokoro/ Gamma -Patrick
- Gamotsoko
- Gamxee
- Gao
- Garagamago
- Garexaga
- Garobe
- Ghaidumo
- Goa
- Godiatshaa
- Goexao
- Golwabone
- Gomjena
- Gooi
- Gorajena
- Gorexhaoga
- Goutshaa
- Gubekhudi
- Gubudaga
- Gubuga
- Gubujena
- Guchoa
- Gudiko
- Guguga
- Guguga Gate
- Gutshaa
- Gwana
- Gwape
- Gweema / Tlhogoyanoko
- Habe
- hapamadi
- hefodiafoka
- Herero (località)
- Hikokoroti
- Hippo/valley
- Hollywood/ Maposa
- Holodia shares code
- hotaetona
- Huka-la-Ntshi
- Intebe Farm
- Isakao
- Iyaga
- J Bogopa
- Jebatshao
- Jemare
- Jenamaje
- Jiboi
- Jimjimsexaa
- Jimmy Moshebe
- Jootshaa
- Jujwa
- Jully Tshego's Farm
- Jumasere
- Kaatsamo
- Kaatsamo
- Kabejena
- Kabekwa Cattle Post
- Kabemokawe
- Kaditxocheba
- Kaebegao
- Kaekhora/Nkami;s Farm
- Kaetshaa
- Kajethe
- Kaka
- Kaka
- Kambaende
- Kamdau
- Kamotsidi
- Kamtojena/Seropesamookgweba
- Kamtsidi
- Kanana
- Kanekanega
- Kanghi
- Kaokare
- Karogae 3
- Karogae I
- Karogae II
- Karogao
- Katamsu
- Kaungabe
- Keazoa
- Kedia Gate
- Keganne
- Keletswane/Keya
- Kepeng
- Kgarapamokao
- Kgoe
- Kgoe / Selepeng
- Kgokonyane
- Kgomobolekane
- Kgomotshwaana
- Kgomotshwane
- Khanda's Farm
- Khoitsha
- Khoningo
- Khubenyane
- Khudiedom
- Khumchokhwaa
- Khumkago
- Khurudong
- Khuwe/Kuo
- Khwedaotsia
- Kirube
- Kitso
- Kobesi 1
- Kobesi 2
- Kodiba
- Komba
- Konyana
- Koroxama
- Kote S Farm
- Kubi
- Kukajem/Debetshaa
- Kukamana
- Kukamane 1
- Kukamane 2
- Kukamane/ Matopi
- Kumaga Wildlife Office
- Kurubane
- Kwaja
- Kwajena
- Kwakwatshaa
- Kwanjerega
- Kwanjerega
- Kwari
- Kweche
- Kweedom I
- Kweedom II
- Kweedom III
- Kweekodi
- Kweekodi II
- Kwiaga
- Lebu
- Lebu (Central Boteti)
- Lebunyane
- Lebunyane
- Legothana
- Lekau
- Lekgalong
- Lekhubu
- Lenaka-la-Phala
- Lentswana
- Lephaneng
- Leroo-la-Tau Safari Camp
- Lerute
- Lerutela
- Letalo-la-Tau
- Letlalo la ntshe / Tshimola
- Letota la nakedi
- Mabalane Shakas Ranch / Kaet
- Mabe
- Machana
- Machana Gate
- Machimantsho
- Maditse
- Maditsenyane
- Magapojena
- Magonyane Xwee
- Magosi
- Magotho
- Mahata
- Mahata 1
- Mahata 2
- Maipaafela
- Maipaafela
- Makabenyana
- Makgadikgadi
- Makhandela
- Makhi
- Makhi
- Makoba A.I Camp 1
- Makoba A.I Camp 2
- Makoba Gate (Daowoo)
- Makobana
- Makobane
- Makobaxama Gate
- Makolwane/Xinxdoroga/Kwe
- Makumojena Gate
- Mande
- Mangana
- Mangana
- Mangana
- Mangana
- Manoga
- Mapeta
- Maphanephane
- Maphanephane
- Maphanyane
- Marotobolo
- Marula
- Maruleng
- Masenga
- Masokaphala
- Matongo's Farm
- Matsalankwe
- Matsaudi
- Matserengwa
- Matshana
- Matshwabisi
- Matsiara
- Matsiara
- Matsibi
- Matsogo
- Matsogo
- Matswake
- Mawela
- Mazikameno
- Menepara
- Menoakwena
- Menoakwena Safari Camp
- Metsane
- Metsiadikukama
- Metsiaela
- Metsiakgama
- Metsiamantsho
- Metsibotlhoko
- Metsimasweu
- Metsimonate
- Mhisenyane
- Mmagwaila
- Mmakgawa
- Mmaletswai
- Mmaletswai
- Mmamotsumi
- Mmathamaga
- Mmereki's Farm/ Gaema
- Mmeya
- Mmoro
- Mmoro
- Moana
- Mochaba
- Mochaba
- Mochemoxlaa
- Modumatau
- Moexane
- Mogobe wa Dira
- Mogorogorwana
- Mogorogorwane
- Mogotho Gate
- Mogothomoleele
- Mogotlho
- Mojametsi
- Mokoba Camp
- Mokoboxane End Camp
- Mokoboxane Gate
- Mokomoxana
- Mokorong
- Molekangwetsi
- Monde
- Mophane
- Morakamoxana
- Morala
- Morula
- Morula
- Mosetlharobega
- Mosetlho
- Mosumantle
- Mosung
- Motase
- Motatawa
- Motatawe
- Motatawe
- Motlhabeng
- Motopi
- Motopi
- Motsetsane
- Motshollo
- Motswere
- Motswere
- Mowakhudi
- Mpayabana
- Mpona
- Nakalaphala
- Ngabebee
- Ngabetsha
- Ngabetsoro
- Ngamisane
- Nganio
- Ngodigotshau/Poloka
- Ngwanaakhutsana
- Ngweekadi
- Ngwiburu
- Nkwanapedi
- Nngerekamo
- Nokayabokalaka
- Noko / Gatalathuthwa
- Nono
- Ntane
- Ntsokotsa
- Nxanekomxane
- Nxerenxa
- Nxwee
- Nyimikwane
- Nyoromodumo
- Obesi 3
- Odimokau
- Ombonduvu
- Onisegao
- Ootsoro
- Orapa Quarantine Camp
- Osa
- Peboroga
- Pejena
- Phaiphai
- Phalalanche 1
- Phanyane
- Phatshwanyane
- Phokomogore
- Phorokwe
- Phorokwe
- Phuduhutswana
- Phukalanche/ Guz
- Poogore/Tshwagau
- Prisons Camp
- Pula
- Pula
- Quakhara (Alaphate)
- Quakhara (Skiner)
- Quee
- Ramathe
- Ramatsiara
- Ramoswana
- Ramothupe
- Rumamasa/Ramoxiki/Kubung
- Sabasadi
- Sasa
- Sebitela
- Sebolayaphuti
- Sediba sa morwa
- Sedibakgalo
- Sedibana
- Segosennye
- Sehumane
- Seipone
- Sejamakowe
- Sekgophane
- Selajwana
- Seletsamolodi
- Senagomo
- Seokwane 3
- Seperegole
- Sesalejwe
- Seselelo
- Sesunda
- Setata
- Setata Gate
- Setotong
- Setshobenaga
- Shitambe
- Soisane
- Soophiri
- Sorokotsha
- Subiga
- Subuxao
- Sukwane 1
- Sukwane 2
- Tankagole
- Tankagore
- Tantika
- Tapana
- Tapana 2
- Tarikae
- Tebu
- Thaalakubu
- Thalamabele
- Thantshaga/ Khandatubare
- Tharedintle
- Thota ya Ditlhare
- Thubasegwana
- Thutshaa
- Tikela
- Titsharoga
- Tiyo Farm (Dodo)
- Tjatjatsa
- Tjia
- Tlapana / Epaleruswa
- Tlapana Gate
- Tlapaneng
- Tlapeng
- Tlogelaobone/Gunamong
- Tomtopikae 1
- Tomtopikae 2
- Tsaba-tsaba / Pelobotlhoko
- Tsakao/Roni's Fram
- Tsatsing
- Tsetse
- Tsetsere
- Tsetserekao
- Tshamotshamoga / Abakoro
- Tshatshamo
- Tshebajena
- Tshegadiawa / Basam Katshaa
- Tshogautsha
- Tshonyane
- Tshoswane
- Tshoswane
- Tshoswane
- Tshwagong
- Tshwagong Gate
- Tshwantsha
- Tsibi
- Tsienyane Lands 1
- Tsimokia & Xharekoo
- Tsodobe
- Tsoe
- Tsolamosese
- Tsopalakgomo
- Tsoronyane
- Tsotsoga
- Tsuga
- Tsumingao
- Tsutsoga
- Tswane
- Tudujena
- Tuiga
- Tujena
- Tukamoiru
- Tutebe
- Tutebe
- Txabanka
- Txaramtxa
- Txaramxa
- Txaukadi
- Txotropigao
- Txotxorigao
- Ubikhubi
- uxwa/Hunters Farm
- Veterinary Camp
- Xaagadumo
- Xaakgae
- Xaamo
- Xaarikho Gate
- Xaayo
- Xabagong
- Xade
- Xadikwe
- Xaegore
- Xaenekaga
- Xagao
- Xamela
- Xana
- Xanamokwe
- Xaogadumo
- Xaramakgowe
- Xaredamo
- Xarimxoro
- Xarodine
- Xarodineng
- Xatidi
- Xauga
- Xdaega
- Xekudi
- Xenejena
- Xere (località)
- Xerexaga
- Xerexwa
- Xerukidu
- Xhaaetsa
- Xhaago
- Xhadimokwa
- Xhaetsa
- Xhago Gate
- Xhamagore
- Xhamoxhao
- Xhana
- Xhana
- Xhaoga
- Xhaotshao
- Xharikiyu / Ghakae
- Xharokoroo
- Xhaunasee
- Xhexamxare
- Xhie-Xhoo I
- Xhie-Xhoo III
- Xhiexhoo II
- Xhiridom
- Xhixho
- Xhixho 1
- Xhixho 2
- Xhixho 3
- Xhlaukudi
- Xhoago
- Xhomoo / Kuruxhagem
- Xhonxhwakau 2
- Xhoojena
- Xhoojena/Sediba sa Morama
- Xhookweng / Xhoojena
- Xhootowe
- Xhootsoroga
- Xhoxhoyoga
- Xhutsha
- Xhuwa
- Xhwixhwinee
- Xiko / Ramajwana
- Xmadimo
- Xoabe
- Xoabe
- Xoaxana
- Xobe
- Xodio
- Xodio
- Xoigo/Kabedebe
- Xonejena
- Xotshaa
- Xotshaa
- Xouxhwakau
- Xuago/Ntage
- Xubukuga
- Xudi
- Xutshaga
- Xuuga
- Xwaem
- Xwitara
- Xwitshaa
- Xwitshaa
- Xwitshamo
- Yodimokao
- Zaiyo
- Zamagamago
- Zantete
- Zantete Farm
- Zanziba
- Zaoga
- Zaoga
- Zarabomkae
- Zoojena
- Zootsha
- Zorope